# メドレーI
『メドレーⅠ』は、1991年7月にSANKYOが発売した、センター役物の中にクルーンを搭載したパチンコ機。

## 概要
3つ穴クルーンを搭載した普通機。一般的には釘を調整し、振り分け式の一発台として運用されていた。『スーパーコンビ』（1985年）を踏襲しており、俗に「スーパーコンビゲージ」と呼ばれる構造を持つ。

## スペック
- メドレーⅠ
  - 賞球数 ALL15

## 演出
クルーンの手前の穴への入賞で盤面中央下部にある第1チューリップが開放される。この第1チューリップに入賞後、左下の第2チューリップに入賞することで右側の電チューの連動が始まり、右打ちすることで出玉を得られるという複雑なゲーム性となっている。